# Schönbusch Open 2012
Lo Schönbusch Open 2012 è stato un torneo di tennis facente parte della categoria ITF Women's Circuit nell'ambito dell'ITF Women's Circuit 2012. Il torneo si è giocato a Aschaffenburg in Germania dal 9 al 15 luglio 2012 su campi in terra rossa e aveva un montepremi di $25,000.

## Vincitori

### Singolare
Anna-Lena Friedsam ha battuto in finale  Kathrin Wörle con il punteggio di 6–4, 2–6, 6–4

### Doppio
Florencia Molinero /  Stephanie Vogt hanno battuto in finale  Malou Ejdesgaard /  Réka-Luca Jani con il punteggio di 6–3, 7–6(3)